# Glad You Came
"Glad You Came" é uma canção da boyband britânica The Wanted, servindo como o segundo single de seu segundo álbum de estúdio, Battleground (2011). Foi escrita e produzida por Steve Mac em parceria com Wayne Hector e Ed Drewett. Trata-se de uma faixa de dance-pop, influenciada por electropop e sua letra fala sobre um amor de verão. O membro da banda, Tom Parker disse em relação à música: "Nós todos sentimos que era um som novo, refrescante e uma música perfeita para o verão que começa realmente com você no clima para uma festa".

## Acontecimento
A canção foi distribuída como o segundo single do álbum em 10 de Julho de 2011. Após seu lançamento, se posicionou no topo da UK Singles Chart e da Irish Singles Chart. Esteve entre as cinco mais vendidas no Canadá, Estados Unidos, Israel, Eslováquia e Venezuela. A faixa também está contida no extended play da banda, The Wanted (2012). A gravação foi a 22ª mais vendida do ano de 2011 no Reino Unido e a 18ª na Irlanda.

## Performance nas paradas
As vendas do single ultrapassaram as trinta e cinco mil cópias somente na Austrália, as cento e dezessete mil cópias no Reino Unido e um milhão de cópias somente nos Estados Unidos. Na Billboard Hot 100, tornou-se a primeira canção da banda entre as cem mais vendidas, recebendo (mais tarde) uma certificação de platina pela Recording Industry Association of America e outra pela Recording Industry Association of New Zealand. Também recebeu certificação de ouro pela Australian Recording Industry Association (ARIA). A banda entrou para a história como a banda masculina britânica que alcançou a maior posição na Billboard Hot 100, superando o Take That com a canção "Back for Good" que chegou a sétima posição na parada americana.

## Vídeoclipe
O vídeo acompanhante foi dirigido por Director X e filmado em Ibiza, na Espanha. Ele mostra a banda em uma praia se divertindo com um grupo de jovens e moças. Foi lançado oficialmente em 10 de Junho de 2011 no You Tube e por um período foi o vídeo mais assistido do site, com mais de 25 milhões de exibições.
A canção recebeu um cover no seriado americano Glee em 2012 por Grant Gustin. Também recebeu uma série de remisturas por Alex Gaudino, Mixin Marc, Tony Svedja, Bassjackers e pela BBC Radio 1.

## Faixas
- Single digital (R. Unido)

1. "Glad You Came" (Karaoke Version) - 3:17

- EP digital (R. Unido)

1. "Glad You Came" – 3:17
2. "Glad You Came" (Alex Gaudino Radio Edit) – 3:05
3. "Glad You Came" (Alex Gaudino Club Mix) – 7:55
4. "Iris" (Live Tour Performance) – 4:01

- CD single (R. Unido)

1. "Glad You Came" – 3:17
2. "Glad You Came" (Alex Gaudino Radio Edit) – 3:05
3. "Gold Forever" (BBC Radio 1 Live Lounge Session) – 3:35

- Single digital (EUA e Canadá)

1. "Glad You Came" (Radio Edit) – 3:18

- EP digital remix (EUA)

1. "Glad You Came" (Mixin Marc & Tony Svedja Radio Mix) – 3:58
2. "Glad You Came" (Mixin Marc & Tony Svedja Club Remix) – 5:52
3. "Glad You Came" (Mixin Marc & Tony Svedja Dub) – 5:44
4. "Glad You Came" (Bassjackers Remix Edit) – 3:40
5. "Glad You Came" (Bassjackers Extended Club) – 5:04
6. "Glad You Came" (Bassjackers Dub) – 5:52
7. "Glad You Came" (Alex Gaudino Radio Full Vocal) – 3:05
8. "Glad You Came" (Alex Gaudino Club Remix) – 7:54
9. "Glad You Came" (Alex Gaudino Dub) – 7:51

- CD single promocional (EUA)

1. "Glad You Came" (Radio Edit) – 3:18
2. "Glad You Came" (Alex Gaudino Radio Full Vocal) – 3:05
3. "Glad You Came" (Alex Gaudino Club Remix) – 7:54
4. "Glad You Came" (Alex Gaudino Dub) – 7:51
5. "Glad You Came" (Bassjackers Remix Edit) – 3:40
6. "Glad You Came" (Bassjackers Extended Club) – 5:04
7. "Glad You Came" (Bassjackers Dub) – 5:52
8. "Glad You Came" (Mixin Marc & Tony Svedja Radio Mix) – 3:58
9. "Glad You Came" (Mixin Marc & Tony Svedja Club Remix) – 5:52

## Posições
| Tabela (2011-2012)                                     | Melhor posição |
| ------------------------------------------------------ | -------------- |
| Austrália - ARIA Charts                                | 20             |
| Bélgica - Belgian Singles Chart (Flandres)             | 12             |
| Bélgica - Belgian Singles Chart (Valônia)              | 26             |
| Brasil — Billboard Hot 100 Airplay                     | 32             |
| Brasil - Hot Pop Songs                                 | 6              |
| Canadá - Canadian Hot 100                              | 2              |
| Estados Unidos - Billboard Hot 100                     | 3              |
| Estados Unidos - Hot Dance Club Songs                  | 5              |
| Estados Unidos - Pop Songs                             | 1              |
| França - Syndicat National de l'Édition Phonographique | 30             |
| Reino Unido - UK Singles Chart                         | 1              |
| Irlanda - Irish Singles Chart                          | 1              |
| Chéquia - Czech Airplay Chart                          | 7              |
| Dinamarca - Danish Singles Chart                       | 29             |
| Nova Zelândia - New Zealand Singles Chart              | 13             |
| Eslováquia - Slovak Airplay Chart                      | 5              |